# Váncza István
Váncza István Krisztián (1999. április 28. –) magyar kötöttfogású birkózó. A Ferencvárosi TC sportolója. 2018-ban az Ifjúsági birkózó világbajnokságon bronzérmet szerzett 63 kg-os súlycsoportban. A 2018-as világbajnokságon, a 2018-as, 2016-os és a 2017-es Ifjúsági világbajnokságon a magyar válogatott tagja. 2022-ben Európa-bajnoki ezüstérmet szerzett a budapesti birkózó Eb-n a kötöttfogásúak 67 kg-os kategóriájában.

## Sportpályafutása
A Bukarestben megrendezett Ifjúsági és Kadét bajnokságon aranyérmes lett 63 kg-ban.
A 2018-ban megrendezett Magyar Nagydíj Polyák Imre Emlékversenyenyen bronzérmet nyert 63 kg-ban.
A 2018-as Ifjúsági birkózó Európa-bajnokságon bronzérmet nyert 63 kg-os súlycsoportban.
Ellenfelei:
- José Soler Fortes, Spanyolország (8–0 a magyar javára)
- Franko Abizi, Olaszország (11–0 a magyar javára)
- Hracsija Bogoszjan, Grúzia (6–0 a magyar javára)
- Olekszandr Hrusin, Ukrajna, legyőzte
- Mateusz Szewczuk, Lengyelország (a bronzéremért folytatott mérkőzésen 4–1-re nyert a magyar versenyző)

A 2018-as Ifjúsági világbajnokságon bronzérmet nyert a 63 kg-os súlycsoportban. 
A 2018-as birkózó-világbajnokságon a selejtezőben ellenfele a marokkói Fouad Fadzsari volt. A küzdelem során Váncza 7–2-re nyerte a mérkőzést. Következő ellenfele a nyolcaddöntő során a román Mihai Radu Mihut volt. A románt 10–4-re verte. A negyeddöntőben az orosz Sztyepan Mailovics Marjanyan volt az ellenfele, aki 8–0-ra nyert ellene. Az orosz továbbjutott, így vigaszágon folytathatta a világbajnokságot. A vigaszágon a bronzmérkőzésbe kerülésért a török Rahman Bilici volt az ellenfele. A török nyert 9–0-ra.
A 2020-as római Európa-bajnokságon a kötöttfogásúak 67 kilogrammos súlycsoportjában ötödik helyen végzett.